# Shefqet Kastrati
Shefqet Kastrati (1961) è un imprenditore albanese, fondatore del Kastrati Group, uno dei maggiori conglomerati aziendali privati in Albania.
È noto per i suoi investimenti nei settori dell’energia, delle costruzioni, del turismo e dei media, ed è considerato una figura centrale nello sviluppo economico dell’Albania post-comunista. Secondo le stime del 2025, è il terzo uomo più ricco del Paese, con un patrimonio netto stimato di circa 1,2 miliardi di dollari statunitensi.

## Biografia e carriera
Shefqet Kastrati è nato in Albania nel 1961. Dopo la caduta del regime comunista, ha iniziato la sua attività imprenditoriale aprendo la sua prima stazione di servizio nel 1991. Questa iniziativa ha posto le basi per la nascita del Kastrati Group.

## Kastrati Group
Il Kastrati Group, fondato da Kastrati all’inizio degli anni ’90, è oggi un gruppo diversificato che opera in oltre 12 settori. Le sue principali aree di attività includono:
- Energia e idrocarburi: Il gruppo è il principale distributore di carburante in Albania, con oltre 150 stazioni di servizio e un’infrastruttura logistica estesa.
- Costruzioni e immobiliare: È responsabile di grandi progetti immobiliari, tra cui il grattacielo Downtown One a Tirana, l’edificio più alto del Paese.
- Turismo e ospitalità: Nel 2023 ha effettuato la sua prima acquisizione negli Stati Uniti, acquistando l’hotel SLS Brickell a Miami per 53,5 milioni di dollari.[4]
- Media: Nello stesso anno, ha acquisito la quota di maggioranza di Euronews Albania.[5]

## Riconoscimenti
Shefqet Kastrati ha ricevuto numerosi riconoscimenti per il suo contributo allo sviluppo economico nazionale:
- Imprenditore dell’anno (2017), premio conferito dal quotidiano Koha Jonë.
- Ordine al Merito "Gran Maestro", conferito dal Primo Ministro albanese Edi Rama.[6]
- Imprenditore dell’anno (2024), conferito da Business Mag.[7]

## Eredità
Nel 2025, il Kastrati Group impiega oltre 4.000 persone ed è considerato una delle principali forze trainanti del settore privato albanese. Shefqet Kastrati è accreditato per aver modernizzato diversi settori e attirato l’attenzione internazionale sull’imprenditoria albanese.